# HTML
HTML, acrónimo en inglés de HyperText Markup Language («lenguaje de marcado de hipertexto»), hace referencia al lenguaje de marcado utilizado en la creación de páginas web. Este estándar que sirve de referencia del software que interactúa con la elaboración de páginas web en sus diferentes versiones. Define una estructura básica y un código (denominado código HTML) para la presentación de contenido de una página web, que incluye texto, imágenes, videos, juegos, entre otros elementos. Este estándar es gestionado por el World Wide Web Consortium (W3C) o Consorcio WWW, una organización dedicada a la estandarización de la mayoría de las tecnologías asociadas a la web, especialmente en lo relacionado con su escritura e interpretación. HTML se considera el lenguaje web más importante y su invención crucial para el surgimiento, desarrollo y expansión de la World Wide Web (WWW). Es el estándar que prevalece en la visualización de páginas web y es adoptado por todos los navegadores actuales.
El lenguaje HTML se fundamenta en la diferenciación como filosofía de desarrollo. Para añadir elementos externos a una página como imágenes, vídeos o scripts, no se incrustan directamente en el código de la página. En su lugar, se realiza una referencia a la ubicación de cada elemento mediante texto. De este modo, la página web contiene solamente texto, dejando al navegador web (intérprete del código) la labor de unir todos los elementos y visualizar la página final. Al ser un estándar, HTML pretende ser un lenguaje que permita que cualquier página web escrita en una determinada versión, pueda ser interpretada de manera uniforme (siguiendo el estándar) por cualquier navegador web actualizado.
HTML es un lenguaje de marcado que posibilita definir la estructura de nuestro documento mediante etiquetas. Este lenguaje ofrece una gran adaptabilidad, una estructuración lógica y es fácil de interpretar tanto por humanos como por máquinas.
A lo largo de sus diferentes versiones, HTML ha experimentado la incorporación y eliminación de distintas características, con el propósito de optimizar su eficiencia y facilitar el desarrollo de páginas web compatibles con varios navegadores y plataformas (PC de escritorio, portátiles, teléfonos inteligentes, tabletas, etc.) No obstante, para interpretar adecuadamente una nueva versión de HTML, los desarrolladores de navegadores web deben incorporar estos cambios, y los usuarios debe ser capaces de usar la nueva versión del navegador con todas las actualizaciones aplicadas. Por lo general, estos cambios se implementan mediante actualizaciones automáticas (Firefox, Chrome) u ofreciendo una nueva versión del navegador con todas las modificaciones incorporadas, disponible en un sitio web de descarga oficial (Internet Explorer). En consecuencia, un navegador desactualizado no podrá interpretar de manera precisa una página web escrita en una versión de HTML superior a la que soporta, lo que obliga a menudo a los desarrolladores a aplicar técnicas y cambios para resolver problemas de visualización e incluso de interpretación de código HTML.
Así mismo, las páginas web creadas en una versión anterior de HTML deberían ser actualizadas o reescritas, aunque esto no siempre se cumple. Por esta razón, algunos navegadores todavía conservan la capacidad de interpretar páginas web en versiones anteriores de HTML. Estas diferencias en la interpretación de una página web persisten debido a estas razones, generando discrepancias entre distintos navegadores y versiones.

## Primeras especificaciones de HTML
Tim Berners-Lee, en 1991, describe 18 elementos que conformaban el diseño inicial y relativamente simple de HTML. Trece de estos elementos aún perduran en HTML 4.
Berners-Lee consideraba el HTML una ampliación de SGML, pero no fue formalmente reconocida como tal hasta la publicación a mediados de 1993, cuando la IETF (en español: Grupo de Trabajo de Ingeniería de Internet) publicó una primera propuesta para la especificación de HTML: el borrador del Hypertext Markup Language de Berners-Lee y Dan Connolly. Esta propuesta incluía una Definición de Tipo de Documento SGML para establecer la sintaxis.A pesar que el borrador expiró a los seis meses, fue notable por reconocer la etiqueta específica del navegador Mosaic usada para insertar imágenes sin cambiar la línea. Esto reflejaba la filosofía del IETF de basar los estándares en prototipos con éxito.De manera similar, el borrador competidor de Dave Raggett HTML+ (Hypertext Markup Format) (Formato de Marcaje de Hipertexto), de finales de 1993, sugería estandarizar características ya implementadas, como las tablas.

## Marcador HTML
El HTML se escribe utilizando «etiquetas», encerradas por corchetes angulares (<,>,/). Además de describir la estructura de un documento, el HTML puede, hasta cierto punto, definir su apariencia y hacer referencia a un tipo de programa llamado script, el cual puede influir en el comportamiento de navegadores web y otros procesadores de HTML.
El término HTML, también se refiere al contenido del tipo de MIME text/html o de manera más amplia, como un término genérico para el HTML. Esto puede ser en forma derivada del XML (como XHTML 1.0 y versiones posteriores) o directamente derivado de SGML (como HTML 4.01 y versiones anteriores). El HTML consta de varios componentes esenciales, incluyendo elementos y sus atributos, tipos de datos y la declaración de tipo de documento.[cita requerida]

### Elementos

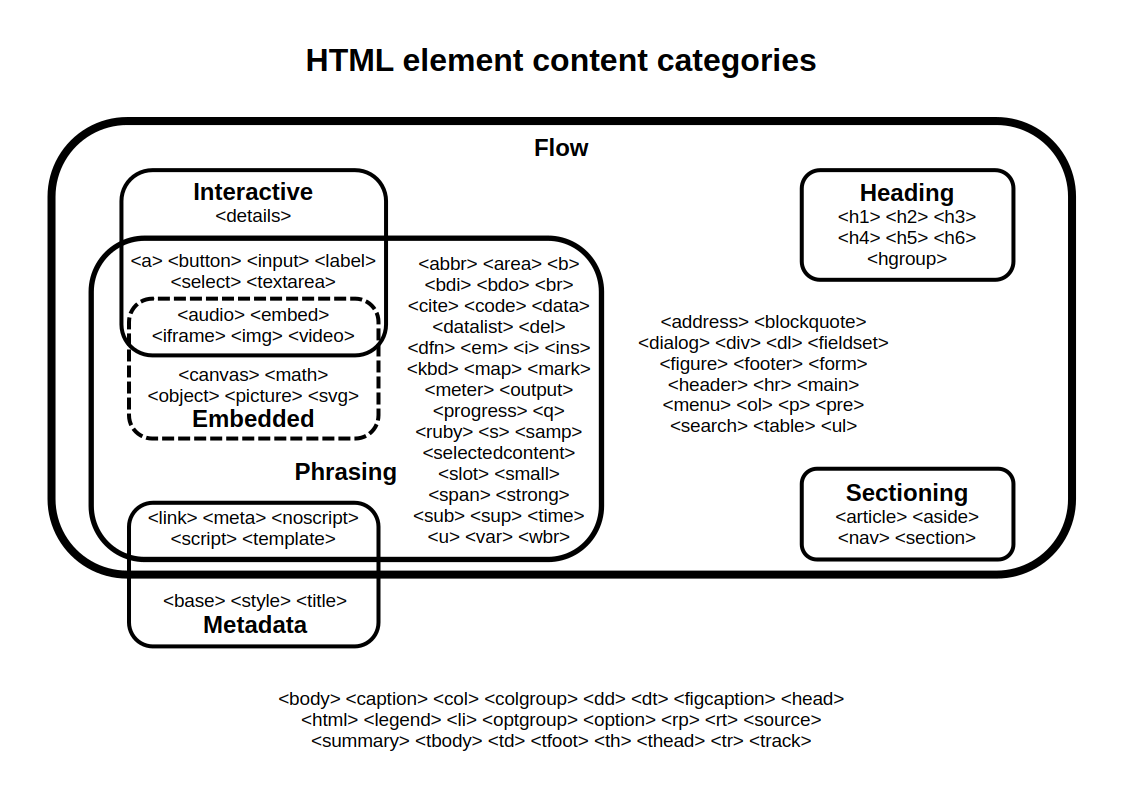
HTML element content categories

Los elementos son la estructura básica de HTML. Los elementos tienen dos propiedades básicas: atributos y contenido. Tanto los atributos como los contenidos tiene ciertas restricciones para que el documento HTML se considere válido. Generalmente, un elemento se compone de una etiqueta de apertura (por ejemplo, <nombre-de-elemento>) y una etiqueta de cierre correspondiente (por ejemplo, </nombre-de-elemento>). Los atributos del elemento se especifican dentro de la etiqueta de apertura, mientras que el contenido se sitúa entre ambas etiquetas (por ejemplo, <nombre-de-elemento atributo="valor">Contenido</nombre-de-elemento>). Algunos elementos, como <br>, carecen de contenido y no requieren una etiqueta de cierre. Debajo se listan varios tipos de elementos de marcado usados en HTML.

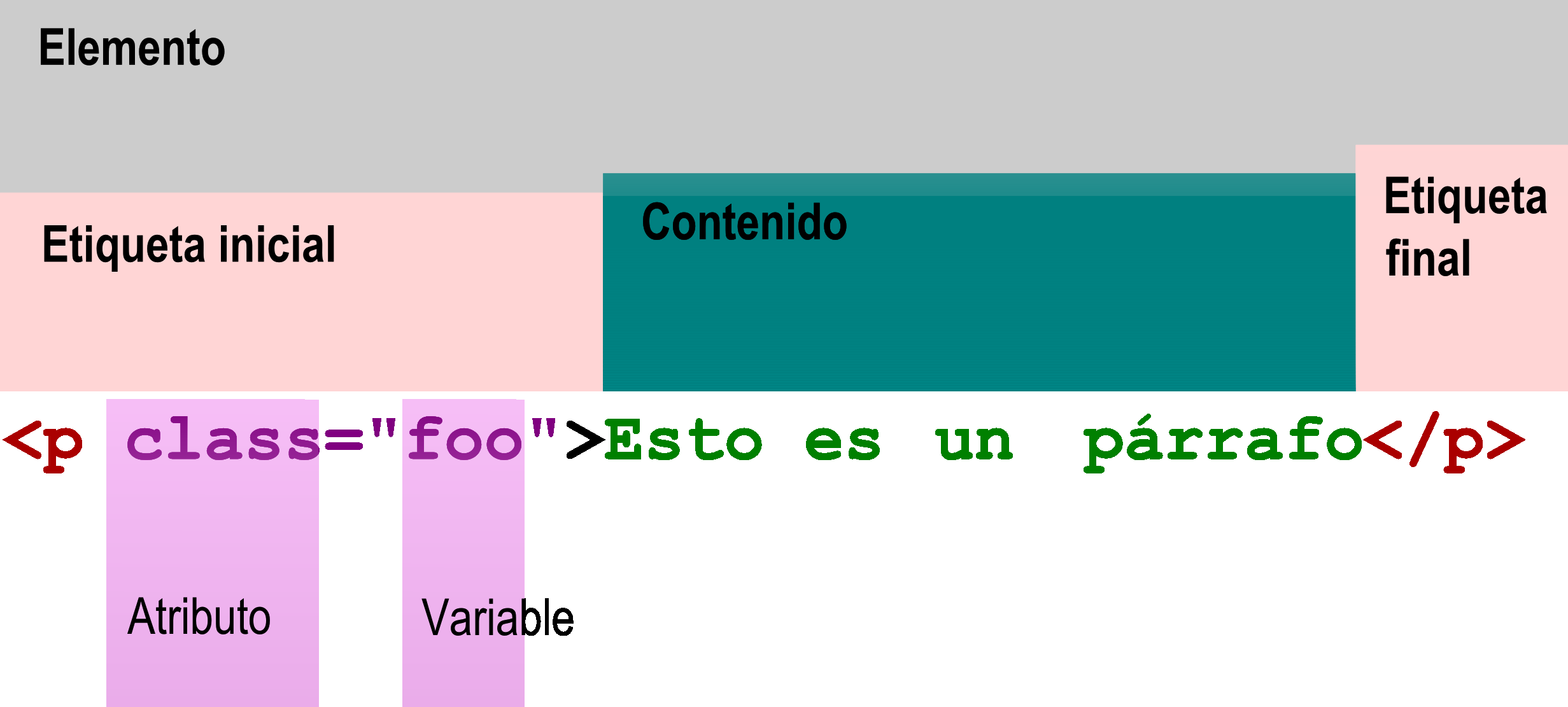
Estructura general de una línea de código en el lenguaje de etiquetas HTML.

El marcado estructural describe el propósito del texto. Por ejemplo, <h2>Golf</h2> establece «Golf» como un encabezado de segundo nivel, el cual se mostraría en un navegador de una manera similar al título «Marcador HTML» al inicio de esta sección. El marcado estructural no determina cómo se verá el elemento, pero la mayoría de los navegadores web han estandarizado el formato de los elementos. Se puede aplicar un formato específico al texto por medio de hojas de estilo en cascada.
El marcado presentacional se encarga de definir la apariencia del texto, independientemente de su función. Por ejemplo, <b>negrita</b> indica que los navegadores web deben mostrar el texto en negrita, pero no específica como deben interpretarlo los navegadores que presentan el contenido de otra manera distinta (como aquellos que leen el texto en voz alta). En contraste, en el caso de <b>negrita</b> e <i>itálica</i>, existen elementos con una naturaleza más semántica: <strong>énfasis fuerte</strong> y <em>énfasis</em>. Es evidente cómo un lector de pantalla debería interpretar estos dos últimos elementos. Sin embargo, a pesar de su similitud visual, son diferentes a equivalentes en presentación: un lector de pantalla no debería acentuar más el nombre de un libro, aunque este el nombre en itálicas en la pantalla. La mayoría del marcado en presentación ha sido desechado desde la versión 4.01, en favor de las hojas de estilo en cascada.
El marcado hipertextual se emplea para enlazar partes del documento con otros documentos o con otras secciones del mismo documento. Para crear un enlace es necesario utilizar la etiqueta de ancla <a> junto con el atributo href, que establecerá la dirección URL a la que apunta el enlace. Por ejemplo, un enlace que muestre el texto de la dirección y se dirija hacia la Wikipedia podría tener esta forma <a href=”<nowiki>https://www.wikipedia.org</nowiki>”>https://www.wikipedia.org</a>. También es posible crear enlaces con otros objetos, como imágenes <a href=”enlace”><img src=”imagen” /></a>.

### Atributos
En su mayoría, los atributos de un elemento son pares nombre-valor, separados por un signo de igual «=» y escritos dentro de la etiqueta de inicio de un elemento, después del nombre del elemento. El valor puede estar encerrado por comillas dobles o simples, aunque ciertos tipos de valores pueden carecer de comillas en HTML (pero no en XHTML). De todas maneras, dejar los valores sin comillas se considera poco seguro. Por otro lado, en contraste con los pares nombre-elemento, hay algunos atributos que afectan al elemento simplemente por su presencia,como el atributo ismap para el elemento img.

## Etiquetas HTML básicas

Un ejemplo de código HTML con coloreado de sintaxis.

Las etiquetas HTML son códigos utilizados para estructurar y dar formato al contenido en páginas web. Funcionan como instrucciones que indican al navegador cómo mostrar diferentes elementos, como texto, imágenes o enlaces, al interpretar el código HTML. Cada etiqueta tiene una función específica y se compone de elementos como apertura <etiqueta> y cierre </etiqueta>, encerrando el contenido que afectará.
- <html>: define el inicio del documento HTML, le indica al navegador que lo que viene a continuación debe ser interpretado como código HTML. Esto es así de facto, ya que en teoría lo que define el tipo de documento es el DOCTYPE, que significa la palabra justo tras DOCTYPE el tag de raíz.
- <script>: incrusta un script en una web, o llama a uno mediante src="url del script". Se recomienda incluir el tipo MIME en el atributo type, en el caso de JavaScript text/javascript.
- <head>: define la cabecera del documento HTML; esta cabecera suele contener información sobre el documento que no se muestra directamente al usuario como, por ejemplo, el título de la ventana del navegador. Dentro de la cabecera <head> es posible encontrar:
  - <title>: define el título de la página. Por lo general, el título aparece en la barra de título encima de la ventana.
  - <link>: para vincular el sitio a hojas de estilo o iconos. Por ejemplo:<link rel="stylesheet" href="/style.css" type="text/css">.
  - <style>: para colocar el estilo interno de la página; ya sea usando CSS u otros lenguajes similares. No es necesario colocarlo si se va a vincular a un archivo externo usando la etiqueta <link>.
  - <meta>: para metadatos como la autoría o la licencia, incluso para indicar parámetros http (mediante http-equiv="") cuando no se pueden modificar por no estar disponible la configuración o por dificultades con server-side scripting.
- <body>: define el contenido principal o cuerpo del documento. Esta es la parte del documento html que se muestra en el navegador; dentro de esta etiqueta pueden definirse propiedades comunes a toda la página, como color de fondo y márgenes. Dentro del cuerpo <body> es posible encontrar numerosas etiquetas. A continuación se indican algunas a modo de ejemplo:
  - <article>: Representa una composición auto-contenida en un documento, página, una aplicación o en el sitio, que se destina a distribuir de forma independiente o re-utilizable.
  - <h1> a <h6>: encabezados o títulos del documento con diferente relevancia.
  - <table>: define una tabla.
    - <tr>: fila de una tabla.
    - <td>: celda de una tabla (debe estar dentro de una fila).

  - <footer> : representa el pie de un documento o sección. La información que se suele añadir en este bloque es el autor del documento, enlaces a contenido relacionado, información de copyright, avisos legales, etc.
  - <a>: hipervínculo o enlace, dentro o fuera del sitio web. Debe definirse el parámetro de pasada por medio del atributo href. Por ejemplo: <a href="http://www.example.com" title="Ejemplo" target="_blank" tabindex="1">Ejemplo</a> se representa como ejemplo.[16]
  - <div>: división de la página. Se recomienda, junto con css, en vez de <table> cuando se desea alinear contenido.
  - <img>: imagen. Requiere del atributo src, que indica la ruta en la que se encuentra la imagen. Por ejemplo: <img src="./imágenes/mifoto.jpg" />. Es conveniente, por accesibilidad, poner un atributo alt="texto alternativo".
  - <ol>: etiqueta para listas ordenadas.
  - <ul>: etiqueta para listas desordenadas.
  - <li>: etiqueta elementos de una lista.
  - <b>: texto en negrita (etiqueta desaprobada. Se recomienda usar la etiqueta <strong>).
  - <i>: texto en cursiva (etiqueta desaprobada. Se recomienda usar la etiqueta <em>).
  - <s>: texto tachado (etiqueta desaprobada. Se recomienda usar la etiqueta <del>).
  - <u>: Antes texto subrayado. A partir de HTML 5 define porciones de texto diferenciadas o destacadas del resto, para indicar correcciones por ejemplo (etiqueta desaprobada en HTML 4.01 y redefinida en HTML 5).[17][18]
  - <main>: división estructural de la página que engloba el contenido principal de la misma. Dentro de esta etiqueta, por ejemplo, encontramos los <article>.
  - <span>: Sirve para diferenciar un texto de otro.
  - <br>: Sirve para provocar un salto de línea. Esta etiqueta no se cierra.
  - <hr>: Sirve para provocar un cambio de tema entre párrafos. Esta etiqueta no se cierra.
  - <details> : Sirve para crear una sección desplegable
  - <summary> : Sirve para crear el título de la sección desplegable

La mayoría de etiquetas deben cerrarse como se abren, pero con una barra ( / ) tal como se muestra en los siguientes ejemplos:
- <table><tr><td>Contenido de una celda</td></tr></table>.
- <script>Código de un script integrado en la página</script>.
- <header>División estructural en la parte del contenido.</header>

## Nociones básicas de HTML
El lenguaje HTML puede ser creado y editado con cualquier editor de textos básico, como puede ser Gedit en GNU/Linux, el Bloc de notas de Windows, o cualquier otro editor que admita texto sin formato como GNU Emacs, Microsoft Wordpad, TextPad, Vim, Notepad++, Atom, Visual Studio Code, entre muchos otros. 
Existen, además, otros editores para la realización de sitios web con características WYSIWYG (What You See Is What You Get, o en español: «lo que ves es lo que obtienes»). Estos editores permiten ver el resultado de lo que se está editando en tiempo real, a medida que se va desarrollando el documento. Ahora bien, esto no significa una manera distinta de realizar sitios web, sino que una forma un tanto más simple, ya que estos programas, además de tener la opción de trabajar con la vista preliminar, tiene su propia sección HTML, la cual va generando todo el código a medida que se va trabajando. Algunos ejemplos de editores WYSIWYG son KompoZer, Microsoft FrontPage o Adobe Dreamweaver.
Combinar estos dos métodos resulta muy interesante, ya que de alguna manera se ayudan entre sí. Por ejemplo, si se edita todo en HTML y el desarrollador olvida algún código o etiqueta, basta con dirigirse al editor visual o WYSIWYG y se continúa ahí la edición o viceversa, ya que hay casos en que resulta más rápido y fácil escribir directamente el código de alguna característica que el usuario desea adherir al sitio que buscar la opción en el programa mismo.
Existe otro tipo de editores HTML llamados WYSIWYM que dan más importancia al contenido y al significado que a la apariencia visual. Entre los objetivos que tienen estos editores es la separación del contenido y la presentación, fundamental en el diseño web.
HTML utiliza etiquetas o marcas, que consisten en breves instrucciones de comienzo y final, mediante las cuales se determina la forma en la que debe aparecer en su navegador el texto, así como también las imágenes y los demás elementos, en la pantalla del ordenador.
Toda etiqueta se identifica porque está encerrada entre los signos menor que y mayor que (<>), y algunas tienen atributos que pueden tomar algún valor. En general las etiquetas se aplicarán de dos formas especiales:
- Se abren y se cierran, como por ejemplo: <b>negrita</b>, que se vería en su navegador web como negrita.
- No pueden abrirse y cerrarse, como <hr />, que se vería en su navegador web como una línea horizontal.
- Otras que pueden abrirse y cerrarse, como por ejemplo <p>.
- Las etiquetas básicas o mínimas son:

```
<!DOCTYPE HTML>

<
html
>

  
<
head
>

    
<
meta
 
charset
=
"utf-8"
 
/>

    
<
title
>
Ejemplo1
</
title
>

  
</
head
>

  
<
body
>

    
<
p
>
Párrafo de ejemplo
</
p
>

  
</
body
>

</
html
>

```

## Editores de textos
Para el desarrollo web los programadores se auxilian de un editor de texto. Estos normalmente están hechos con el fin de facilitar la programación. Existen actualmente muchos, como son estos: Notepad++, Adobe Dreamweaver, Sublime text, entre otros.

## Aprender HTML analizando páginas reales
Seleccionando la opción «ver código fuente» en el navegador, se puede ver realmente la información que está recibiendo el navegador web y cómo la está interpretando.

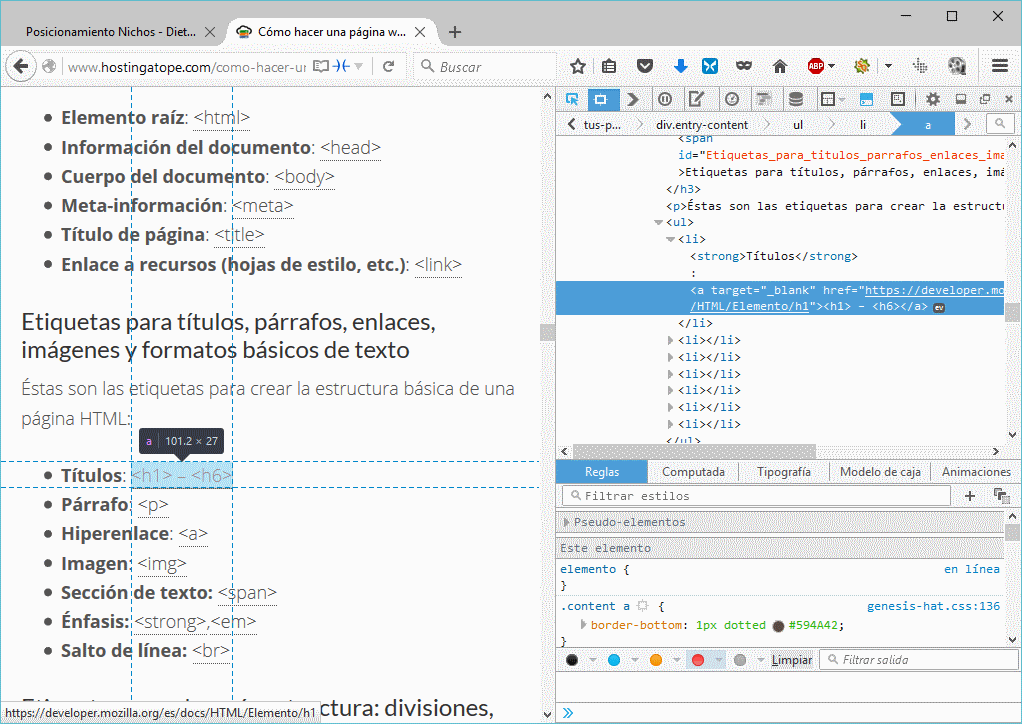
Captura del inspector de página de Firefox.

Por ejemplo: en Internet Explorer, simplemente hay que desplegar el menú «ver» y luego elegir «código fuente», mientras que en Chrome y Firefox presionar Ctrl+U. De esta forma, se abrirá una pestaña con el código fuente de la página que se esté viendo en ese momento en el navegador. Otra forma más rápida consiste en hacer clic con el botón derecho del ratón en cualquier punto del área donde el navegador muestra la página web y elegir «Ver código fuente de la página».
Aparte de poder ver el código fuente HTML de una página web con las opciones antes descritas, Internet Explorer, Firefox y Google Chrome incorporan también unas herramientas conocidas como inspectores de página que se puede activar con F12.
Con estas herramientas es posible visualizar una página web y seleccionar dentro de ella un elemento concreto del cual queremos conocer cuál es el código HTML con el que está hecho señalando el elemento en cuestión simplemente con el ratón. Al hacer esto, el código se mostrará en un área especial dentro del navegador en el que el usuario podrá ver el código HTML en cuestión (ver imagen), además, de las reglas CSS que aplican a ese código HTML en concreto. Este tipo de análisis resulta sumamente instructivo para aprender a desarrollar en HTML.

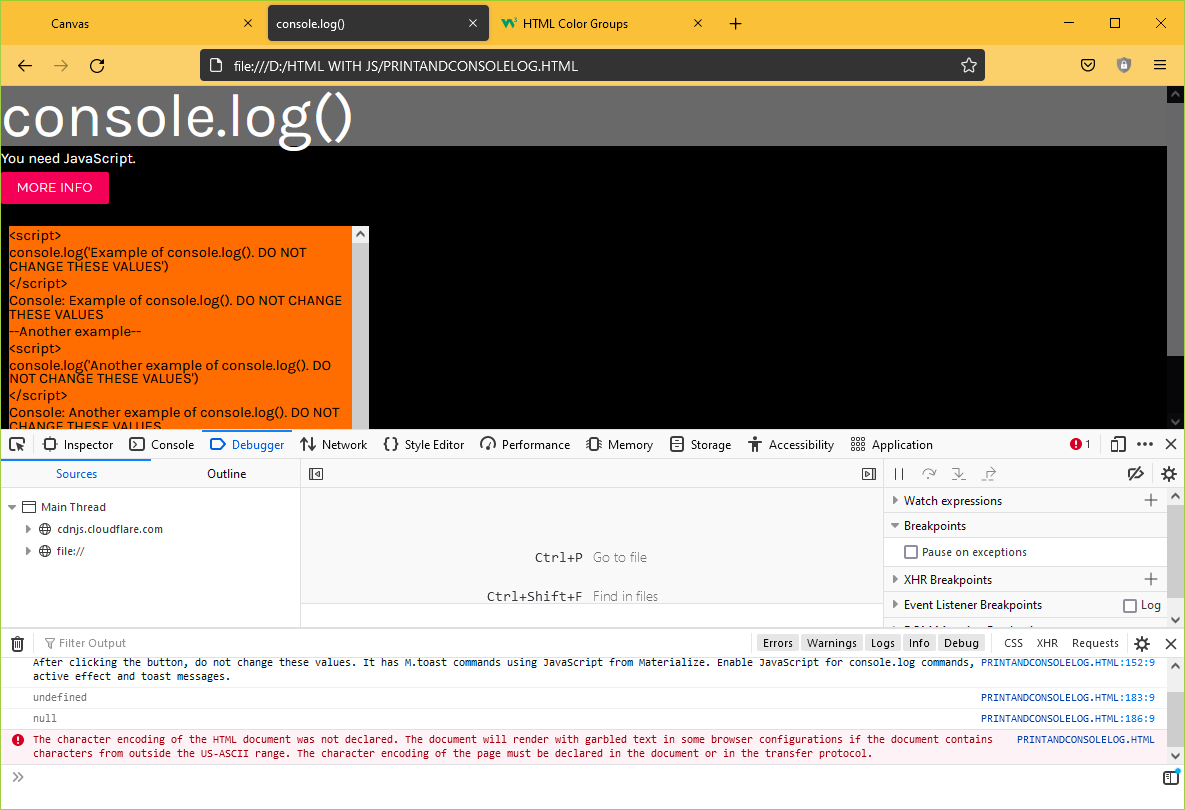
Captura del inspector de página de Firefox 95

Para el navegador Firefox, además, existe como alternativa a la herramienta nativa el plugin Firebug, muy similar a la herramienta que Firefox incorpora por defecto.

## Historia del estándar
En 1989 existían dos técnicas para vincular documentos electrónicos: los hipervínculos o enlaces (hiperlinks o links) y, por otro lado, un poderoso lenguaje de etiquetas denominado SGML. En ese entonces, Tim Berners-Lee, quien trabajaba en el Centro Europeo de Investigaciones Nucleares CERN informó a la prensa sobre su labor en un sistema que permitiría acceder a ficheros en línea, funcionando sobre redes de computadoras o máquinas electrónicas basadas en el protocolo TCP/IP. En su origen, fue desarrollado para compartir información entre científicos de distintas universidades e institutos de investigación de todo el mundo.
A principios de 1990, define por fin el HTML como un subconjunto del conocido SGML y crea algo más valioso, incluso, el World Wide Web.
Tim Berners-Lee creó el proyecto World Wide Web (Tejido o Telaraña Mundial), junto con un sistema que facilitaba la lectura de información a través un programa de navegación. Este programa, denominado WorldWideWeb, fue el primer navegador web y se desarrolló durante la segunda mitad del año 1990; posteriormente fue rebautizado como Nexus, para evitar confusiones por tener el mismo nombre que la tecnología que representaba. A este le siguieron otros dos navegadores: el Line Mode Browser y el ViolaWWW. El último, desarrollado en 1992, fue el primer navegador en popularizarse entre los primeros usuarios de la World Wide Web.
Pei-Yuan Wei presentó el ViolaWWW, que funcionaba en modo texto y sobre un sistema operativo UNIX.
Los trabajos para crear un sucesor del HTML, denominado HTML+, comenzaron a finales de 1993. HTML+ fue diseñado originalmente como un avance gradual desde el formato HTML anterior. La primera especificación formal de HTML+ se identificó con el número de versión 2 para distinguirla de las propuestas no oficiales previas. Aunque los esfuerzos para HTML+ continuaron, nunca se convirtió en un estándar, a pesar de ser la propuesta formalmente más parecida al aspecto compositivo de las especificaciones actuales.
El borrador del estándar HTML 3.0 fue propuesto por el recién formado W3C en marzo de 1995. Este introdujo muchas nuevas capacidades, como la creación de tablas, el flujo de texto alrededor de las figuras y mostrar elementos matemáticos complejos. Aunque se diseñó para ser compatible con HTML 2.0, era demasiado complejo para ser implementado con la tecnología de la época. Cuando el borrador del estándar expiró en septiembre de 1995, se abandonó debido a la falta de apoyo de los desarrolladores de navegadores web. El HTML 3.1 nunca llegó a ser recomendado oficialmente, y el siguiente estándar fue el HTML 3.2, que abandonaba la mayoría de las nuevas características del HTML 3.0 y, a cambio, adoptaba muchos elementos desarrollados inicialmente por los navegadores web Netscape y Mosaic. La posibilidad de trabajar con fórmulas matemáticas, que se había propuesto en el HTML 3.0 se integró en un estándar distinto llamado MathML.
En 1997, se publicó HTML 4.0 como una recomendación del W3C. Este adoptó muchos elementos específicos desarrollados inicialmente para un navegador web concreto, pero al mismo tiempo comenzó a limpiar el HTML, señalando algunos de elementos como «desaprobados» (deprecated, en inglés).
HTML 4.0 implementa características como XForms 1.0 que no necesitan implementar motores de navegación incompatibles con algunas páginas web HTML. En 2004, el W3C reabrió el debate de la evolución del HTML, y presentó las bases para la versión HTML5. No obstante, este trabajo fue rechazado por los miembros del W3C y se dio preferencia al desarrollo del XML.
Apple, Mozilla y Opera anunciaron su interés en seguir trabajando en el proyecto bajo el nombre de WHATWG,basado en la compatibilidad con las tecnologías anteriores.
En 2006, el W3C mostró interés en el desarrollo de HTML5, y en 2007 se unió al grupo de trabajo del WHATWG para unificar el proyecto.

## Accesibilidad web
El diseño en HTML, aparte de cumplir con las especificaciones propias del lenguaje, debe respetar ciertos criterios de accesibilidad web, siguiendo unas pautas o las normativas y leyes vigentes en los países donde se regule dicho concepto. Se encuentra disponible y desarrollado por el W3C a través de las Pautas de Accesibilidad al Contenido Web 1.0 WCAG (actualizadas recientemente con la especificación 2.0), aunque muchos países tienen especificaciones propias, como es el caso de España con la Norma UNE 139803.

## Entidades HTML
Muchos caracteres especiales, letras con tilde, diéresis o símbolos de escritura del lenguaje pueden representarse en un documento HTML tanto por sí mismos, como por una referencia a una entidad. Entre las ventajas de usar una referencia a entidad, están la de poder representar caracteres Unicode usando una codificación de caracteres distinta, o para suplir la falta de algunos caracteres en el teclado usado.